# Pierre Alexis Ponson du Terrail
Pierre Alexis, vicomte of Ponson du Terrail (født 8. juli 1829, død 20. januar 1871) var en fransk forfatter. Han var en produktiv romanforfatter, der skrev 73 bind i løbet af 20 år. Han er i dag mest kendt for sin serie om den fiktive helt Rocambole.

## Biografi
Ponson du Terrail blev født i Montmaur (Hautes-Alpes).
Ponson du Terrails tidlige værker var skrevet i den gotiske gysergenre: hans La Baronne Trépassée (1852) var en dyster fortælling om hævn, skrevet i stil med den engelske gyserforfatterinde Ann Radcliffe. Den foregik i 1700-tallets Schwarzwald.
Da Ponson du Terrail i 1857 begyndte at skrive den første roman i Rocambole-serien, L’Héritage Mystérieux (også udgivet under navnet Les Drames de Paris) for dagbladet La Patrie, havde han kun tænkt sig at kopiere Eugène Sues succesfulde roman Les Mystères de Paris (udgivet på dansk med navnet "Paris Mysterier"). Rocambole fik stor betydning for udviklingen af krimien og spændingslitteraturen, da den repræsenterer overgangen fra den gotiske roman til den moderne spændingslitteratur. Ordet rocambolesque er på fransk blevet synonym med det fantastiske eventyr, især hvis historien indeholder flere overraskende drejninger.
Rocambole blev en stor succes og sikrede Ponson du Terrail en fast indtægt; han fortsatte med at skrive eventyr. Det blev til i alt ni romaner i Rocambole-serien. Af andre af Ponson du Terrails spændingsromaner kan nævnes Les Coulisses du monde (1853) og Le Forgeron de la Cour-Dieu (1869).
I august 1870, da Ponson du Terrail skulle begynde på en ny Rocambole-fortælling, overgav Napoleon 3. af Frankrig sig i den Den fransk-preussiske krig. Ponson flygtede fra Paris til sit landsted i nærheden af Orléans, hvor han samlede en gruppe ligesindede og begyndte en guerillakrig, i stil med hvad Rocambole ville have gjort. Han blev dog snart tvunget til at flygte til Bordeaux efter at preusserne brændte hans slot ned.
Han døde i Bordeaux i 1871 og efterlod Rocambole-sagaen uafsluttet. Han blev begravet på Cimetière de Montmartre i Montmartre-kvarteret i Paris.

## Citater
Ponson du Terrail skrev ofte i hast og gennemlæste sjældent, hvad han havde skrevet i kampen med at overholde tidsfrister. Han blev derfor kendt for sine nogle gange mærkværdige sætninger: 
- "Hendes hænder var kolde som en slanges" (fransk :Elle avait les mains aussi froides que celles d'un serpent)
- "Med den ene hånd løftede han sin dagger, og med den anden sagde han.." (D'une main il leva son poignard, et de l'autre il lui dit...")